# 帕图科泰
帕图科泰（Pattukkottai），是印度泰米尔纳德邦坦贾武尔县的一个城镇。总人口65453（2001年）。

## 人口
该地2001年总人口65453人，其中男性32702人，女性32751人；0—6岁人口7490人，其中男3839人，女3651人；识字率74.50%，其中男性为80.39%，女性为68.61%。